# Blagnac
Blagnac è un comune francese di 22 160 abitanti situato nel dipartimento dell'Alta Garonna nella regione dell'Occitania. Nel suo territorio è ubicato l'aeroporto di Tolosa-Blagnac, nei cui pressi sorgono la sede ed il principale stabilimento della società produttrice di aeromobili Airbus. La città ospita il museo aeronautico Aeroscopia.

## Società

### Evoluzione demografica
Abitanti censiti

## Amministrazione

### Gemellaggi
Blagnac è gemellata con le seguenti città:
- Buxtehude
- Pomigliano d'Arco